# Episodi di Transformers (seconda stagione)
La seconda stagione della serie animata Transformers è stata trasmessa negli Stati Uniti tra il 1985 e il 1986.
I titoli usati nel primo doppiaggio italiano per gli episodi 22 e 27 non sono al momento disponibili.
| Nº (Nº tot) | Codice di produzione | Titolo italiano                       | Titolo italiano                             | Titolo originale                           | Prima TV USA      |
| Nº (Nº tot) | Codice di produzione | Primo doppiaggio                      | Secondo doppiaggio                          | Titolo originale                           | Prima TV USA      |
| ----------- | -------------------- | ------------------------------------- | ------------------------------------------- | ------------------------------------------ | ----------------- |
| 1 (17)      | 700-16               | Il mostro di Frankenstein             | L'Autobot Spike                             | Autobot Spike                              | 23 settembre 1985 |
| 2 (18)      | 700-21               | L'immobilizzatore                     | L'immobilizzatore                           | The Immobilizer                            | 24 settembre 1985 |
| 3 (19)      | 700-29               | L'isola dei Dinorobot (prima parte)   | L'isola dei Dinobots (prima parte)          | Dinobot Island: Part 1                     | 25 settembre 1985 |
| 4 (20)      | 700-30               | L'isola dei Dinorobot (seconda parte) | L'isola dei Dinobots (seconda parte)        | Dinobot Island: Part 2                     | 26 settembre 1985 |
| 5 (21)      | 700-20               | Mistero è un traditore                | Il traditore                                | Traitor                                    | 27 settembre 1985 |
| 6 (22)      | 700-25               | L'arrivo di Ninja                     | Progetto Nightbird                          | Enter the Nightbird                        | 30 settembre 1985 |
| 7 (23)      | 700-17               | Energia solare                        | Energia solare                              | Changing Gears                             | 1º ottobre 1985   |
| 8 (24)      | 700-26               | Un problema per Commander             | Un problema per Optimus Prime               | A Prime Problem                            | 2 ottobre 1985    |
| 9 (25)      | 700-23               | Il segreto di Atlantide               | Atlantide risorge                           | Atlantis, Arise!                           | 3 ottobre 1985    |
| 10 (26)     | 700-19               | La pazzia degli Autorobot             | La pazzia degli Autobots                    | Attack of the Autobots                     | 4 ottobre 1985    |
| 11 (27)     | 700-33               | Nel corpo di Megatron                 | Microbots                                   | Microbots                                  | 7 ottobre 1985    |
| 12 (28)     | 700-31               | Il grande progetto                    | I costruttori                               | The Master Builder                         | 8 ottobre 1985    |
| 13 (29)     | 700-28               | La sindrome degli Insector            | La sindrome degli Insecticons               | The Insecticon Syndrome                    | 9 ottobre 1985    |
| 14 (30)     | 700-24               | Il giorno delle macchine              | Il giorno delle macchine                    | Day of the Machines                        | 10 ottobre 1985   |
| 15 (31)     | 700-34               | Autorobot in esilio (prima parte)     | Il grande piano di Megatron (prima parte)   | Megatron's Master Plan: Part 1             | 14 ottobre 1985   |
| 16 (32)     | 700-35               | Autorobot in esilio (seconda parte)   | Il grande piano di Megatron (seconda parte) | Megatron's Master Plan: Part 2             | 15 ottobre 1985   |
| 17 (33)     | 700-32               | Tradimento inesistente                | La furia di Red Alert                       | Auto Berserk                               | 16 ottobre 1985   |
| 18 (34)     | 700-18               | La città d'acciaio                    | La città d'acciaio                          | City of Steel                              | 17 ottobre 1985   |
| 19 (35)     | 700-36               | I Dinorobot disertano (prima parte)   | La diserzione dei Dinobots (prima parte)    | Desertion of the Dinobots: Part 1          | 21 ottobre 1985   |
| 20 (36)     | 700-37               | I Dinorobot disertano (seconda parte) | La diserzione dei Dinobots (seconda parte)  | Desertion of the Dinobots: Part 2          | 22 ottobre 1985   |
| 21 (37)     | 700-38               | Linee di raggruppamento               | Il blues di Blaster                         | Blaster Blues                              | 23 ottobre 1985   |
| 22 (38)     | 700-39               | N.D.                                  | Un Decepticon alla corte di Re Artù         | A Decepticon Raider in King Arthur's Court | 24 ottobre 1985   |
| 23 (39)     | 700-41               | Il pianeta degli schiavi              | Falsi dei                                   | The God Gambit                             | 28 ottobre 1985   |
| 24 (40)     | 700-27               | Al centro della Terra                 | Il nucleo                                   | The Core                                   | 29 ottobre 1985   |
| 25 (41)     | 700-42               | Battaglia per New York                | Sulle tracce di Tracks                      | Make Tracks                                | 30 ottobre 1985   |
| 26 (42)     | 700-22               | Corsa automobilistica                 | La corsa degli Autobots                     | The Autobot Run                            | 31 ottobre 1985   |
| 27 (43)     | 700-40               | N.D.                                  | Il lago dorato                              | The Golden Lagoon                          | 4 novembre 1985   |
| 28 (44)     | 700-44               | L'insetticida robotico                | Lotta di sopravvivenza                      | Quest for Survival                         | 5 novembre 1985   |
| 29 (45)     | 700-45               | Il segreto di Megarobot               | Il segreto di Omega Supreme                 | The Secret of Omega Supreme                | 6 novembre 1985   |
| 30 (46)     | 700-43               | Il pianeta Gulliver                   | Giocattoli per bambini                      | Child's Play                               | 7 novembre 1985   |
| 31 (47)     | 700-46               | Il giocatore d'azzardo                | Il giocatore                                | The Gambler                                | 11 novembre 1985  |
| 32 (48)     | 700-52               | Le donne Autorobot                    | Alla ricerca di Alpha Trion                 | The Search for Alpha Trion                 | 12 novembre 1985  |
| 33 (49)     | 700-51               | Auto-radio                            | Auto-rock                                   | Auto-Bop                                   | 13 novembre 1985  |
| 34 (50)     | 700-50               | Il cacciatore                         | Bersaglio: Optimus                          | Prime Target                               | 14 novembre 1985  |
| 35 (51)     | 700-53               | Una ragazza terribile                 | La ragazza che amava Powerglide             | The Girl Who Loved Powerglide              | 18 novembre 1985  |
| 36 (52)     | 700-49               | I Triplex ribelli                     | Triplice congiura                           | Triple Takeover                            | 19 novembre 1985  |
| 37 (53)     | 700-48               | Il pianeta Tritone                    | Cambio di marea                             | Sea Change                                 | 20 novembre 1985  |
| 38 (54)     | 700-54               | Cinema                                | Hoist conquista Hollywood                   | Hoist Goes Hollywood                       | 21 novembre 1985  |
| 39 (55)     | 700-55               | Gli Stunticon                         | La chiave di Vector Sigma (prima parte)     | The Key to Vector Sigma: Part 1            | 25 novembre 1985  |
| 40 (56)     | 700-56               | La nascita degli Aerialbot            | La chiave di Vector Sigma (seconda parte)   | The Key to Vector Sigma: Part 2            | 26 novembre 1985  |
| 41 (57)     | 700-57               | Battaglia nel deserto                 | Assalto aereo                               | Aerial Assault                             | 10 dicembre 1985  |
| 42 (58)     | 700-63               | I falsi Stunticon                     | Sotto copertura                             | Masquerade                                 | 16 dicembre 1985  |
| 43 (59)     | 700-59               | La perla di Istanbul                  | Trans-Europe Express                        | Trans-Europe Express                       | 23 dicembre 1985  |
| 44 (60)     | 700-58               | Viaggio nel passato                   | L'alba della guerra                         | War Dawn                                   | 25 dicembre 1985  |
| 45 (61)     | 700-60               | La peste metallica                    | Ruggine cosmica                             | Cosmic Rust                                | 26 dicembre 1985  |
| 46 (62)     | 700-47               | Kremzeek!                             | Kremzeek!                                   | Kremzeek!                                  | 27 dicembre 1985  |
| 47 (63)     | 700-61               | I Combaticons                         | La brigata di Starscream                    | Starscream's Brigade                       | 7 gennaio 1986    |
| 48 (64)     | 700-62               | Rotta di collisione                   | La vendetta di Bruticus                     | The Revenge of Bruticus                    | 8 gennaio 1986    |
| 49 (65)     | 700-64               | Giovani inventori                     | B.O.T.                                      | B.O.T.                                     | 9 gennaio 1986    |